# Helina hirtipes
Helina hirtipes är en tvåvingeart som först beskrevs av Macquart 1846.  Helina hirtipes ingår i släktet Helina och familjen husflugor. Inga underarter finns listade i Catalogue of Life.